# Achilleas Poungouras
Achilleas Poungouras (griechisch Αχιλλέας Πούγγουρας, * 13. Dezember 1995 in Thessaloniki) ist ein griechischer Fußballspieler, der auf der Position des Innenverteidigers spielt.

## Karriere

### Verein
Poungouras begann seine Profikarriere 2014 bei PAOK Thessaloniki. Bei PAOK stand er für vier Jahre unter Vertrag und wurde 2015 zeitweise an Veria FC sowie 2018 an Arka Gdynia aus Polen ausgeliehen. Im August 2018 wechselte Poungouras zu Panathinaikos Athen.

### Nationalmannschaft
Poungouras kam zwischen 2013 und 2015 auf insgesamt elf Einsätze in Griechenlands U18-, U19- und U21-Nationalmannschaften. 2021 wurde er in die Griechische Nationalmannschaft, wurde allerdings bisher nicht eingesetzt.

## Erfolge
PAOK Thessaloniki
- Griechischer Pokalsieger: 2017, 2018

Panathinaikos Athen
- Griechischer Pokalsieger: 2022